# Gmina Szczytna
Gmina Szczytna je polská městsko-vesnická gmina v okrese Kladsko v Dolnoslezském vojvodství. Sídlem gminy je město Szczytna.
V roce 2017 zde žilo 7 370 obyvatel. Gmina má rozlohu 132,4 km² a zabírá 8,1 % rozlohy okresu. Skládá se z města Szczytna a 8 starostenství.

## Části gminy
Starostenství
Batorów, Chocieszów, Dolina, Łężyce, Niwa, Słoszów, Wolany, Złotno